# The Match-Breaker
The Match-Breaker é um filme mudo do gênero romance produzido nos Estados Unidos e lançado em 1921. É atualmente considerado um filme perdido.